# 大叶宝兴报春
大叶宝兴报春（学名：Primula davidii）为报春花科报春花属下的一个种。

## 扩展阅读
- 維基物種上的相關：大叶宝兴报春